# Calycobolus

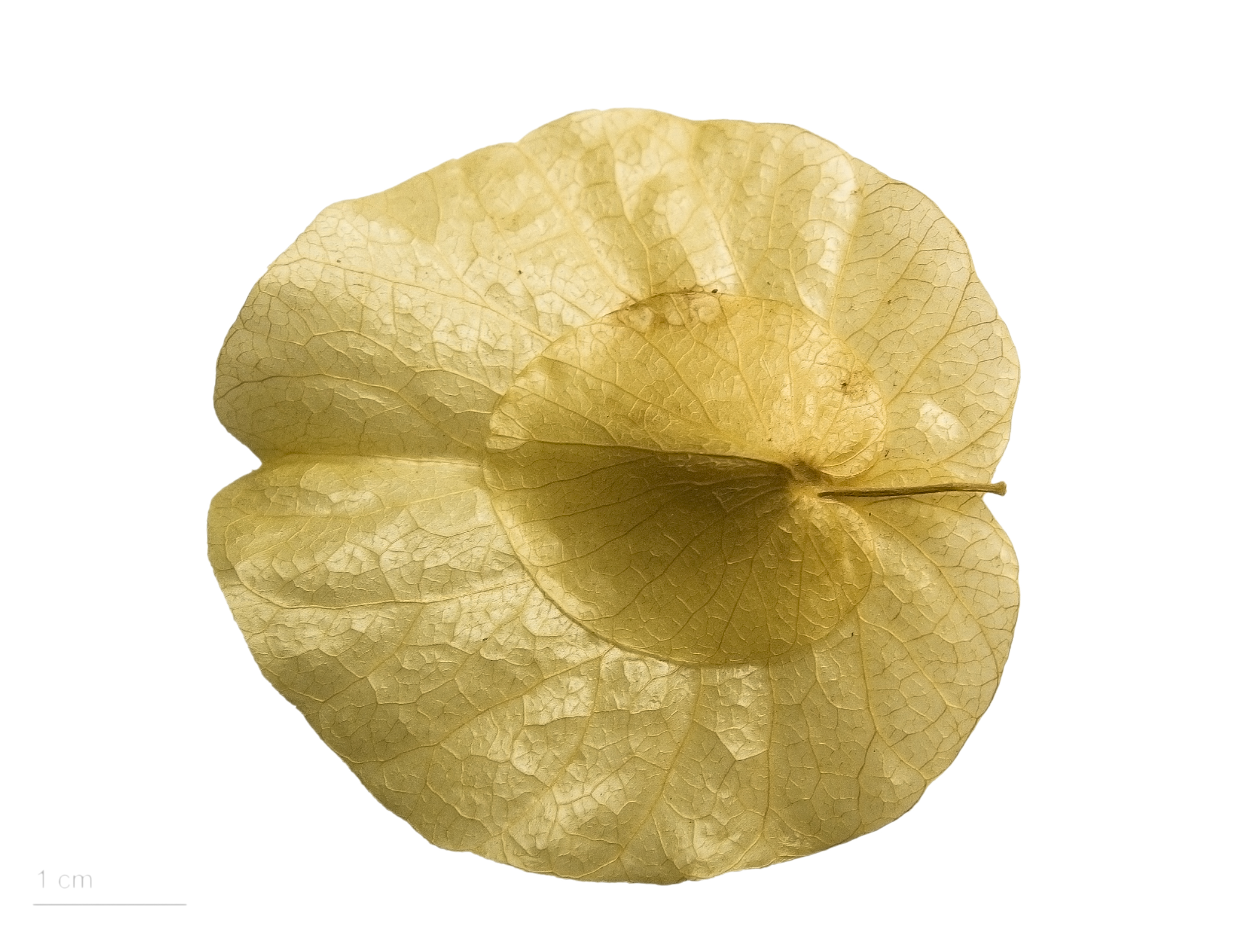
Calycobolus africanus

Calycobolus es un género de plantas con flores perteneciente a la familia de las convolvuláceas con 59 especies.

## Especies seleccionadas
- Calycobolus acuminatus (Pilg.) Heine
- Calycobolus acutus (Pilg.) Heine
- Calycobolus africanus (G.Don) Heine
- Calycobolus amazonicus (Choisy) House
- Calycobolus ferrugineus (Choisy) House

## Sinonimia
- Baillandea, Prevostea